# Castelo (Vila Pouca de Aguiar)
Castelo é uma pequena aldeia da freguesia de Telões, no concelho de Vila Pouca de Aguiar.
A aldeia situa-se numa região panorâmica, possui casas rústicas construídas em granito e distribuídas por ruas irregulares e sinuosas. A população dedica-se à agricultura de subsistência, predominante na zona. 
O gado, a castanha e alguns produtos agrícolas são a maior fonte de rendimento local.
Situado num afloramento granítico, no Vale de Aguiar, existe um castelo roqueiro, datado do século IX.